# Parafia Najświętszej Maryi Panny Królowej Polski w Starej Kakawie
Parafia Najświętszej Maryi Panny Królowej Polski w Starej Kakawie – parafia rzymskokatolicka znajdująca się w diecezji kaliskiej, w dekanacie Ołobok.

## Proboszczowie
- ks. kan. mgr Hieronim Kubicki (?–2025)[2]
- ks. Adam Mikulski (2025– )[2]